# Карикасы
Карикасы́ (чув. Карикасси) — деревня в Ядринском районе Чувашской Республики. Входит в состав Кукшумского сельского поселения.

## География
Находится в западной части Чувашии, на расстоянии приблизительно 9 км на юго-восток по прямой от районного центра города Ядрин.

## История
Известна с 1858 года, когда здесь было 120 жителей. В 1897 году было учтено 165 жителей, в 1926 — 50 дворов и 225 жителей, в 1939—212 жителей, в 1979 — 77. В 2002 году был 21 двор, в 2010 — 24 домохозяйства. В 1931 году был образован колхоз «1-е августа», в 2010 году действовал СХПК «Заветы Ильича».

## Население
Постоянное население составляло 59 человек (чуваши 100 %) в 2002 году, 62 в 2010.